# Wilhelm Messerschmidt (Politiker)
Wilhelm Messerschmidt (* 12. November 1887 in Wellersen, Landkreis Einbeck; † 17. September 1971 in Göttingen) war ein deutscher Politiker (SPD). Er war von 1947 bis 1955 Abgeordneter im Landtag von Niedersachsen.
Messerschmidt besuchte die Volksschule und wurde Zimmerer. Er wurde im Jahr 1906 Mitglied der SPD. Im Ersten Weltkrieg war er in den Jahren 1914 bis 1918 Soldat. Danach war er bis 1932 als selbstständiger Bauunternehmer beschäftigt. Nach dem Jahr 1933 wurde Messerschmidt Kaufmann. Während der Zeit des Nationalsozialismus wurde er als Sozialdemokrat mehrfach verhaftet und unter Polizeiaufsicht gestellt. Nach Ende des Zweiten Weltkriegs war er ab 1945 Ratsmitglied der Stadt Einbeck.
Im Jahr 1946 wurde Messerschmidt Bürgermeister der Stadt Einbeck. Vom 20. April 1947 bis zum 5. Mai 1955 war er Mitglied des Niedersächsischen Landtags in seiner 1. und 2. Wahlperiode.